# 诗琳通公主肖像
《诗琳通公主肖像》，或簡稱為《公主像》，是由泰国皇家摄影学会会长尼迪功·蓋威遷于1991年拍摄的摄影作品，拍摄的地点位于节基王殿内，是诗琳通公主年轻时的著名照片，當時她36歲。后收錄在其1989年至2015年攝影的御照專輯《心爱的公主》中。
2015年，尼迪功重新拍摄了《诗琳通公主肖像》，而取景地点是在维曼默宫內。

## 内容

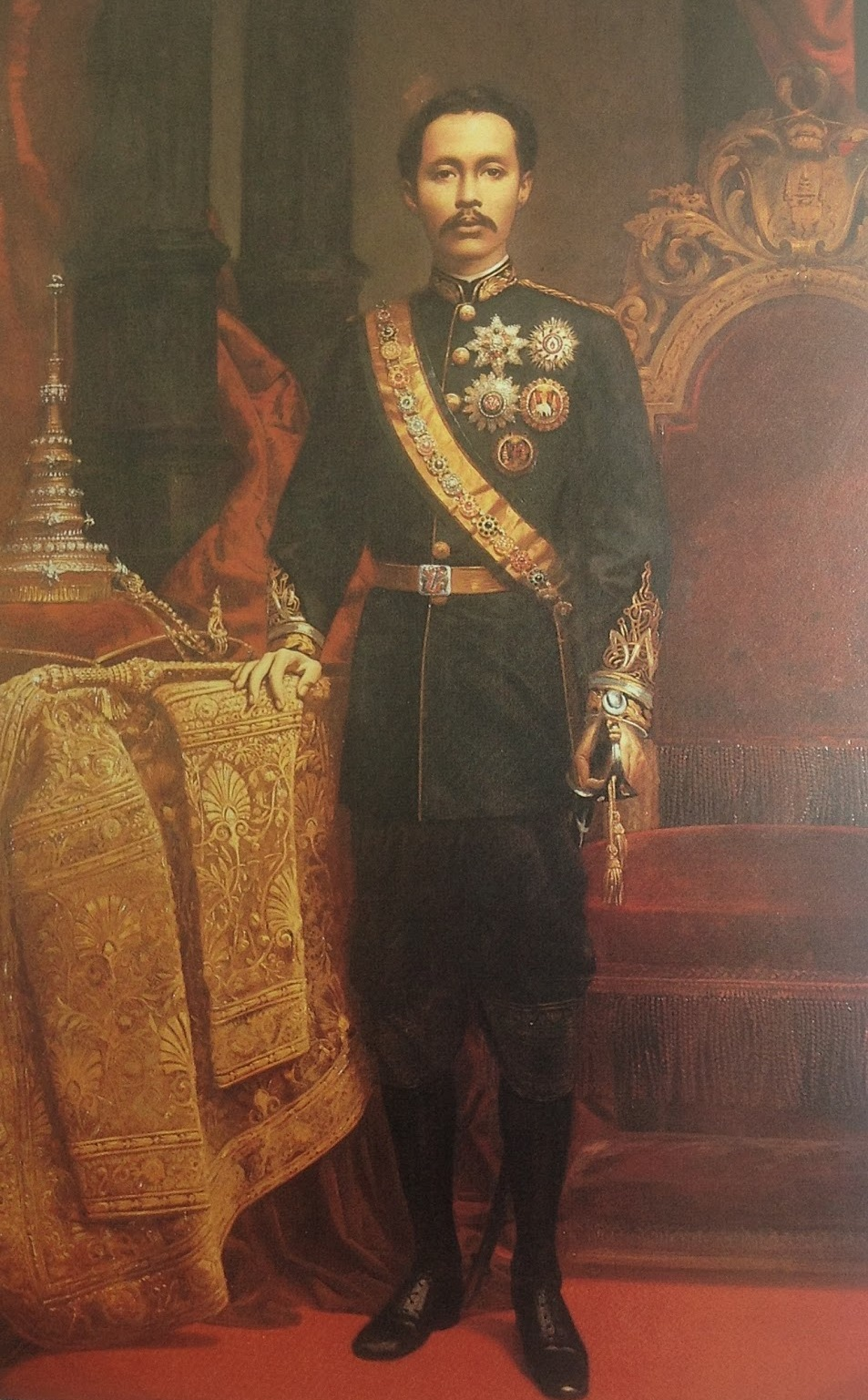
背景的朱拉隆功大帝像

照片中诗琳通公主留着黑色短发，头上别有白色的发夹。上身穿蓝紫色立领窄长袖上衣，披有一條黄色带流苏的披肩，上有花藤、白象和代表扎克里王朝的标志，斜披金色王家绶带，上面挂有两枚勋章（分别为拉玛九世拉达那蓬勋章和杜沙迪马拉奖章）；下身穿镶金边的紫色泰式传统长裙，脚蹬金色浅口宫廷鞋，踩在一張奢華的大地毯上。脖子上佩戴的项链是扎克里王室勋章，左手佩戴有一条金手链，无名指上有一枚金戒指；右手戴着一条白色细线，放在摆放公主专属的金盘、金水盆、金茶壶和玉盖碗的圆桌上，並站在一张宫廷椅的旁邊。
照片的背景是节基殿内的拉玛五世全身像。

## 演绎
《诗琳通公主肖像》在泰国的街道和学校中都会有展现，特别是在公主生日期间。此外，《詩琳通公主肖像》也是引用和衍生次數最多的攝影作品。
2015年，为庆祝六十寿辰，泰国银行发行限量100铢纸币，背面是其图像；泰国邮局也根据此照片发行了诗琳通公主全身像纪念邮票。纪念诗琳通公主的歌曲《心爱的公主》的MV也使用此照片。中国画家卢霖的同名水墨画作品也是参考自此图。

### 拥有此肖像或画像的场所
泰國
- 曼谷吉拉达宫[8]
- 巴吞他尼府田边咖啡馆[9]

 中国
- 福建省厦门市华侨大学诗琳通图书馆[10]

 日本
- 千叶县成田市北榄寺日本别院[11]

图书
- 《诗琳通公主访华题词荟萃》扉页

## 图库

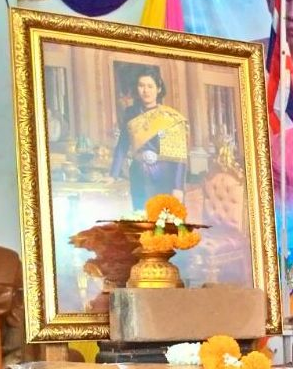
呵叻府一间寺庙内的公主像，可见背景与原作不同。
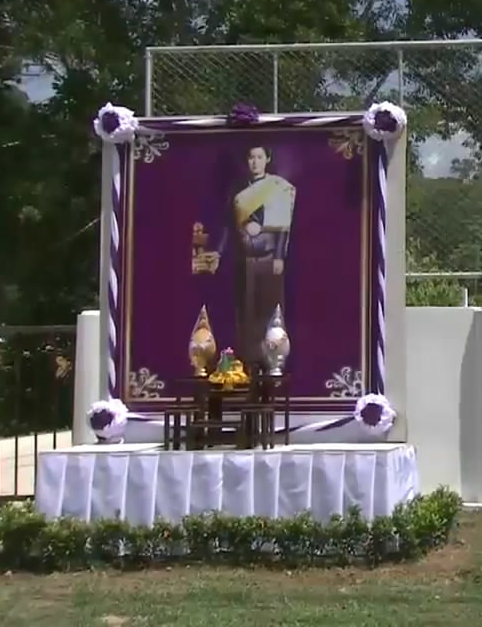
紫色背景版本的公主像
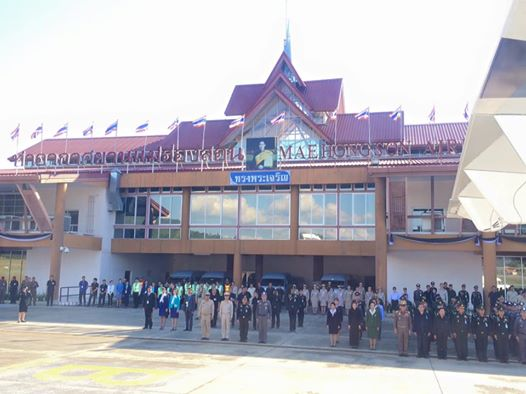
挂有公主肖像的湄宏顺机场（英语：Mae Hong Son Airport）。
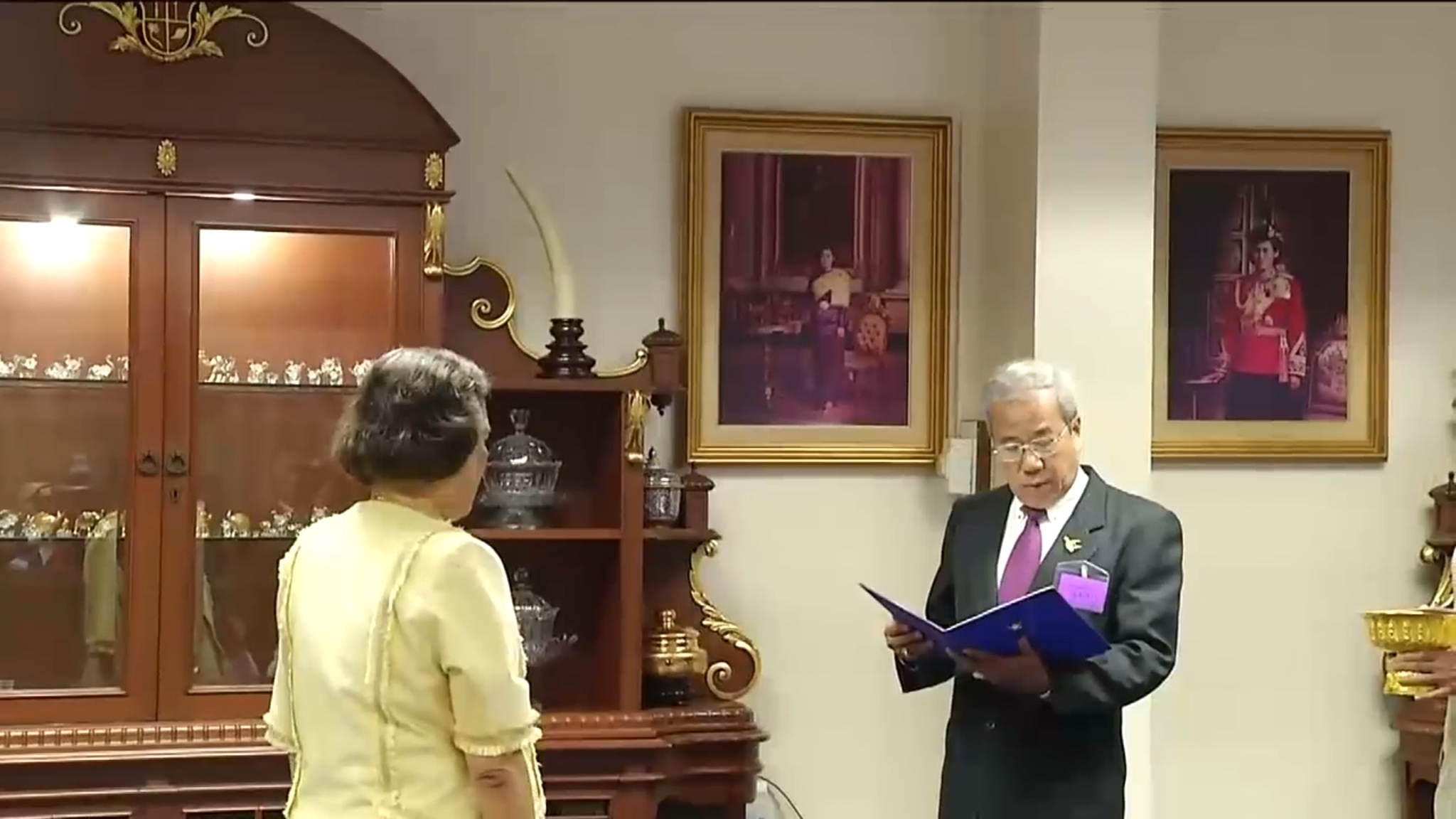
吉拉达宫内的公主像，常在王室新闻中出现。
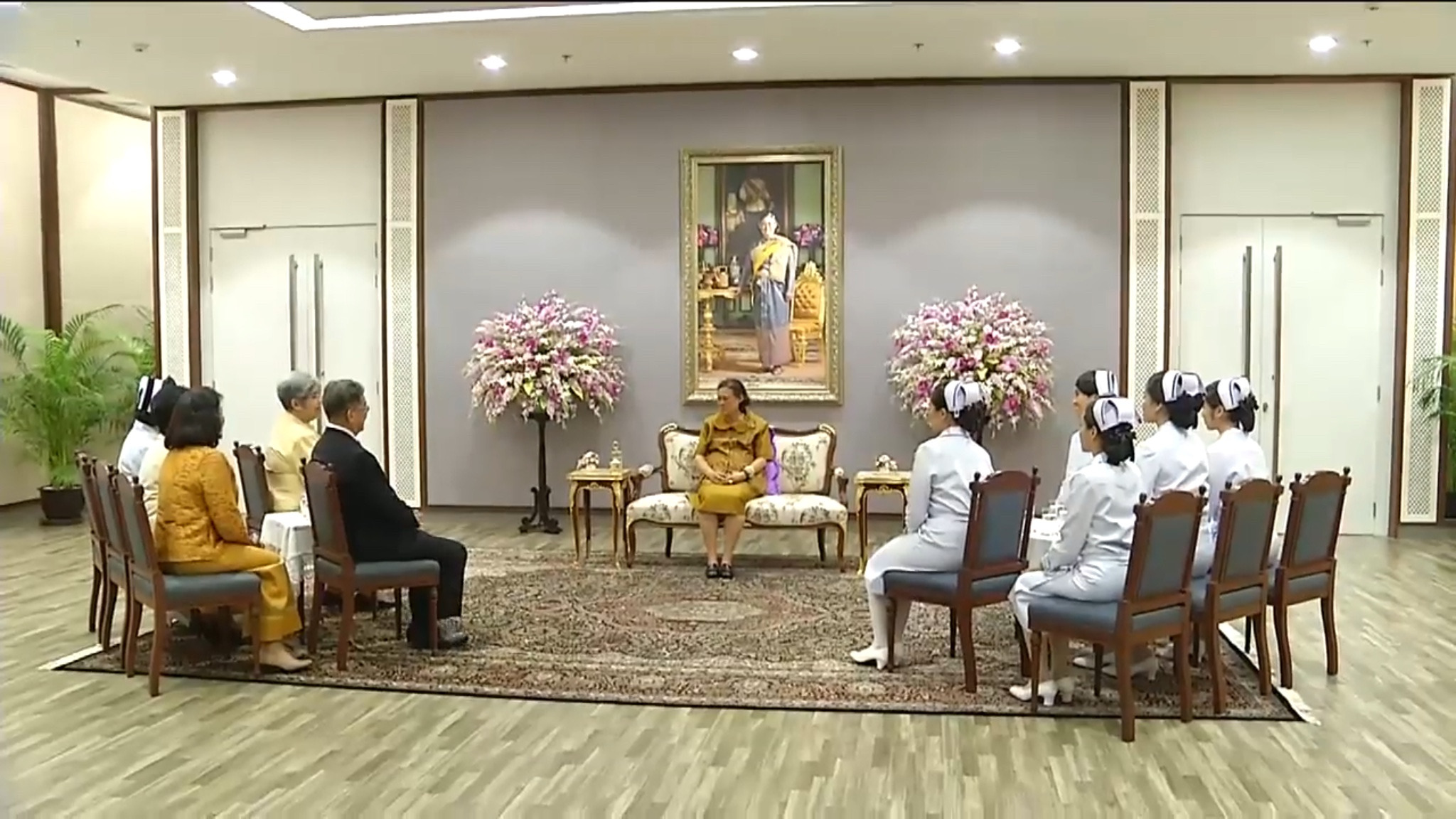
重制版的《诗琳通公主肖像》，出现在公主出席的地点中。